# Ceramidiodes obscurus
Ceramidiodes obscurus är en fjärilsart som beskrevs av Butler 1877. Ceramidiodes obscurus ingår i släktet Ceramidiodes och familjen björnspinnare. Inga underarter finns listade i Catalogue of Life.